# Nadur Youngsters F.C.
Der Nadur Youngsters Football Club ist ein maltesischer Fußballverein mit Sitz in Nadur auf der Insel Gozo.
Der Verein wurde 1958 gegründet und gehört zu den erfolgreichsten auf Gozo. Mit wenigen Unterbrechungen spielte der Verein in der Gozitan First Division, der ersten Liga auf Gozo. Der aktuelle Titelträger (2019/20) war bisher 12× erfolgreich, ebenso gewann er weitere bedeutende Wettbewerbe. Der erste Titel gelang ihm 1967/68, danach musste der Verein fast 30 Jahre auf den nächsten Meistertitel warten.
Der Verein nahm mehrfach am Maltesischen Fußballpokal teil.

## Erfolge
- Gozo First Division (12):  1967/68, 1994/95, 1995/96, 1996/97, 1998/99, 2001/02, 2002/03, 2005/06. 2006/07, 2007/08, 2012/13, 2019/20
- Gozo FA Cup (8):  1987/88, 1992/93, 1993/94, 1994/95, 1995/96, 2003/04, 2010/11, 2013/14
- Gozo Independence Cup (11):  1967/68, 1989/90, 1993/94, 1994/95, 1995/96. 2001/02, 2004/05, 2005/06, 2006/07, 2007/08, 2012/13
- Gozo Super Cup (8): 1993/94, 1994/95, 1997/98, 2002/03, 2006/07, 2012/13, 2013/14, 2019/20
- Freedom Day Cup (5):  2001/02, 2002/03, 2004/05, 2006/07, 2012/13